# Raça caucàsica
|  | Aquest article tracta sobre un concepte de raça obsolet. Per als pobles de les muntanyes del Caucas, vegeu els pobles del Caucas. Per a la classificació racial dels Estats Units "blanc" o "caucàsic", vegeu blancs estatunidencs. |

La raça caucàsica (també caucasoide, euròpid, o europoide) és una classificació racial obsoleta dels humans basada en una teoria de la raça biològica ara refutada. Històricament, la raça caucàsica va ser considerada com un tàxon biològic que, depenent de quina de les classificacions històriques de la raça s'utilitzava, normalment incloïa poblacions antigues i modernes de tota o parts d'Europa, Àsia occidental, Àsia Central, Àsia meridional, Àfrica del Nord i la Banya d'Àfrica.
Introduït a la dècada de 1780 per membres de l'escola d'història de Göttingen, el terme denotava una de les tres presumptes races principals de la humanitat (les tres eren caucasoide, mongoloide i negroide). En antropologia biològica, caucasoide s'ha utilitzat com a terme paraigua per a grups fenotípicament similars d'aquestes diferents regions, amb un enfocament en l'anatomia esquelètica, i especialment en la morfologia cranial, sense tenir en compte el to de la pell. Per tant, les poblacions "caucasoides" antigues i modernes no eren exclusivament "blanques", sinó que variaven en complexió des de la pell blanca fins al marró fosc.
Des de la segona meitat del segle xx, els antropòlegs físics han passat d'una comprensió tipològica de la diversitat biològica humana cap a una perspectiva genòmica i basada en la població, i han tendit a entendre la raça com una classificació social dels humans basada en el fenotip i l'ascendència, així com factors culturals, ja que el concepte també s'entén a les ciències socials.
Als Estats Units, el terme arrel caucàsic encara s'utilitza com a sinònim de blanc o d'ascendència europea, de l'Orient Mitjà o del nord d'Àfrica, un ús que ha estat criticat.

## Història del concepte

### El Caucas com a origen de la humanitat i cim de la bellesa
Al segle XVIII, la visió predominant entre els estudiosos europeus era que l'espècie humana tenia el seu origen a la regió de les muntanyes del Caucas. Aquesta visió es basava en que el Caucas era la ubicació del suposat punt d'aterratge de l'arca de Noè, de la qual la Bíblia diu que descendeix la humanitat, i la ubicació del patiment de Prometeu, que en el mite d'Hesíode havia creat la humanitat amb argila.
A més, els europeus consideraven que els humans més bells eren les estereotipades "belleses circassianes" i el poble georgià; tant Geòrgia com Circàssia es troben a la regió del Caucas. L'estereotip de la "bellesa circassiana" va tenir les seves arrels a l'edat mitjana, mentre que la reputació de l'atractiu del poble georgià va ser desenvolupada pels primers viatgers moderns a la regió com Jean Chardin.

### Escola d'història de Göttingen

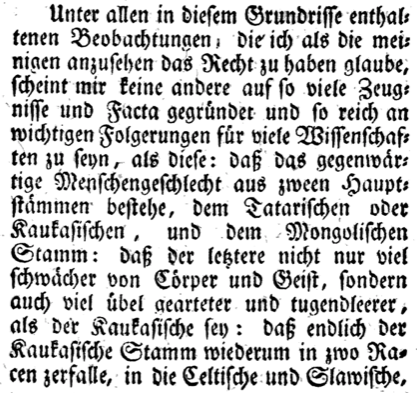
El tractat de Christoph Meiners de 1785, The Outline of History of Mankind, va ser la primera obra que va utilitzar el terme caucàsic (Kaukasisch) en el seu sentit racial més ampli. (Feu clic a la imatge per a la traducció a l'anglès del text)

El terme caucàsic com a categoria racial va ser introduït a la dècada de 1780 per membres de l'escola d'història de Göttingen, especialment Christoph Meiners el 1785 i Johann Friedrich Blumenbach el 1795; originàriament, es referia en un sentit estret als habitants nadius de la regió del Caucas.
En el seu The Outline of History of Mankind (1785), el filòsof alemany Christoph Meiners va utilitzar per primera vegada el concepte de raça "caucàsica" (Kaukasisch) en el seu sentit racial més ampli. El terme de Meiners va rebre una circulació més àmplia a la dècada de 1790 per molta gent. Meiners va imaginar que la raça caucàsica abastava totes les poblacions natives antigues i la majoria de les modernes d'Europa, els habitants aborígens de l'Àsia occidental (inclosos els fenicis, els hebreus i els àrabs), els autòctons del nord d'Àfrica (berbers, egipcis, abissinis i grups veïns), els indis i els antics guanxes.

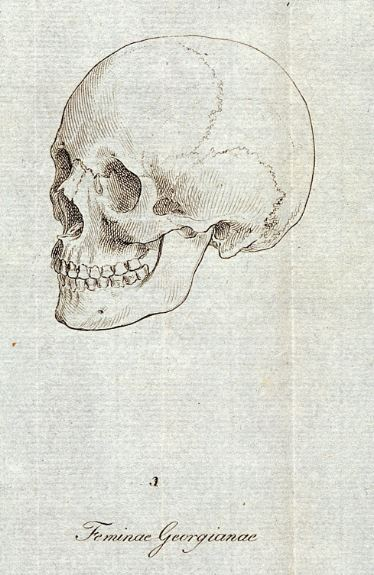
Dibuix del crani d'una dona georgiana de Johann Friedrich Blumenbach, utilitzat com a arquetip per a les característiques racials caucàsiques en el seu De Generis Humani Varietate de 1795

Va ser Johann Friedrich Blumenbach, col·lega de Meiners, que més tard va passar a ser considerat un dels fundadors de la disciplina de l'antropologia, qui va donar al terme un públic més ampli, basant-lo en els nous mètodes de craniometria i taxonomia linneana. Blumenbach no va acreditar a Meiners la seva taxonomia, encara que la seva justificació apunta clarament al punt de vista estètic de Meiners sobre els orígens del Caucas. En contrast amb Meiners, però, Blumenbach era un monogenista: considerava que tots els humans tenien un origen compartit i eren una sola espècie. Blumenbach, com Meiners, sí que va classificar el seu grup caucàsic més alt que altres grups pel que fa a les facultats mentals o el potencial d'assoliment, tot i assenyalar que la transició d'una raça a una altra és tan gradual que les distincions entre les races presentades per ell són "molt arbitràries".
Juntament amb l'antropòleg Georges Cuvier, Blumenbach va classificar la raça caucàsica per mesures cranials i morfologia òssia a més de la pigmentació de la pell. Després de Meiners, Blumenbach va descriure la raça caucàsica com la formada pels habitants nadius d'Europa, Àsia occidental, la península de l'Índia i el nord d'Àfrica. Aquest ús es va convertir més tard en la terminologia de color àmpliament utilitzada per a raça, en contrast amb els termes negroide, mongoloide i australoide.

### Carleton Coon
Mai hi va haver consens entre els defensors del concepte de "raça caucasoide" sobre com es delimitaria d'altres grups com la proposada raça mongoloide. Carleton S. Coon (1939) va incloure les poblacions natives de tota l'Àsia Central i del Nord, inclòs el poble ainu, sota l'etiqueta caucasoide. No obstant això, molts científics van mantenir les categoritzacions racials del color establertes per les obres de Meiners i Blumenbach, juntament amb molts altres primers passos de l'antropologia, fins ben entrat el segle XIX i de mitjans a finals del segle xx, cada cop més utilitzades per justificar pràctiques polítiques, com ara segregació i restriccions de immigració, i altres opinions basades en prejudicis. Per exemple, Thomas Henry Huxley (1870) va classificar totes les poblacions de les nacions asiàtiques com a mongoloides. Lothrop Stoddard (1920) al seu torn va classificar com a "marrons" la majoria de les poblacions de l'Orient Mitjà, el nord d'Àfrica, la Banya d'Àfrica, Àsia Central i el Sud d'Àsia. Va comptar com a "blancs" només els pobles europeus i els seus descendents, així com algunes poblacions a zones adjacents o enfront del sud d'Europa, a parts d'Anatòlia i parts de les muntanyes del Rif i de l'Atles.
El 1939, Coon va argumentar que la raça caucàsica s'havia originat a través de la barreja entre l'Homo neanderthalensis i l'Homo sapiens del "tipus mediterrànida" que considerava diferent dels caucàsics, en lloc d'un subtipus com ho havien fet altres. Si bé Blumenbach havia pensat erròniament que el color de la pell clar era ancestral per a tots els humans i que la pell fosca de les poblacions del sud era deguda al sol, Coon pensava que els caucàsics havien perdut la seva pigmentació original quan es desplaçaven cap al nord. Coon va utilitzar els termes "caucasoide" i "raça blanca" com a sinònims.
El 1962, Coon va publicar The Origin of Races («L'origen de les races»), on proposava una visió poligenista, que les races humanes havien evolucionat per separat de les varietats locals de l'Homo erectus. Dividint els humans en cinc races principals, i argumentant que cadascuna va evolucionar en paral·lel però a ritmes diferents, de manera que algunes races havien assolit nivells d'evolució més alts que altres. Va argumentar que la raça caucasoide havia evolucionat 200.000 anys abans de la "raça congoide" i, per tant, representava una etapa evolutiva superior.
Coon va argumentar que els trets caucasoides van sorgir abans dels cromanyons, i estaven presents en els homínids de Skhul i Qafzeh. Tanmateix, es considerava que aquests fòssils i l'exemplar de Predmost eren derivats del neandertaloide perquè posseïen vèrtebres cervicals curtes, pelves més baixes i estretes i tenien alguns trets del crani neandertal. Coon va afirmar, a més, que la raça caucasoide era de doble origen, formada per l'Homo sapiens dolicocefàlic primerenc (per exemple, Galley Hill, Combe-Capelle, Téviec) i l'Homo sapiens mediterrànida neolític (per exemple, Muge, Long Barrow, Corded), així com l'Homo sapiens braquicèfal d'influència neandertal que data del Mesolític i Neolític (per exemple, Afalou, Hvellinge, Fjelkinge).
Les teories de Coon sobre la raça van ser molt controvertides durant la seva vida i es consideren pseudocientífiques a l'antropologia moderna.

### Crítica basada en la genètica moderna
Després de discutir diversos criteris utilitzats en biologia per definir subespècies o races, Alan R. Templeton conclou el 2016: "La resposta a la pregunta de si existeixen races en humans és clara i sense ambigüitats: no".:360

## Antropologia racial

### Trets físics

#### Crani i dents
A partir de la teoria de l'angle facial de Petrus Camper, Blumenbach i Cuvier van classificar les races, a través de les seves col·leccions de cranis basant-se en les seves característiques cranials i mesures antropomètriques. Els trets caucasoides es van reconèixer com: obertura nasal prima ("nas estret"), boca petita, angle facial de 100 a 90° i ortognatisme, exemplificat pel que Blumenbach va veure a la majoria de cranies i estàtues gregues antigues. Antropòlegs posteriors del segle XIX i principis del XX com James Cowles Prichard, Charles Pickering, Paul Broca, Paul Topinard, Samuel George Morton, Oscar Peschel, Charles Gabriel Seligman, Robert Bennett Bean, William Zebina Ripley, Alfred Cort Haddon i Roland Dixon van arribar a reconèixer altres característiques morfològiques caucasoides, com ara crestes supraorbitals prominents i un ampit nasal afilat. Molts antropòlegs del segle xx van utilitzar el terme "caucasoide" a la seva literatura, com William Clouser Boyd, Reginald Ruggles Gates, Carleton S. Coon, Sonia Mary Cole, Alice Mossie Brues i Grover Krantz substituint el terme anterior "caucàsic", ja que havia quedat fora d'ús.

## Classificació
| Caucasoide: Aris Semític Hamític Negroide: Negre africà Khoikhoi Melanèsia Negrito Australoide Incerta: Dràvides & Cingalès | Mongoloide: Mongol del nord Xinesos & Indoxinesos Corean & Japonesos Tibetans & Birmans Malaisians Polinesis Maoris Micronèsian Esquimals & Inuit Americà |

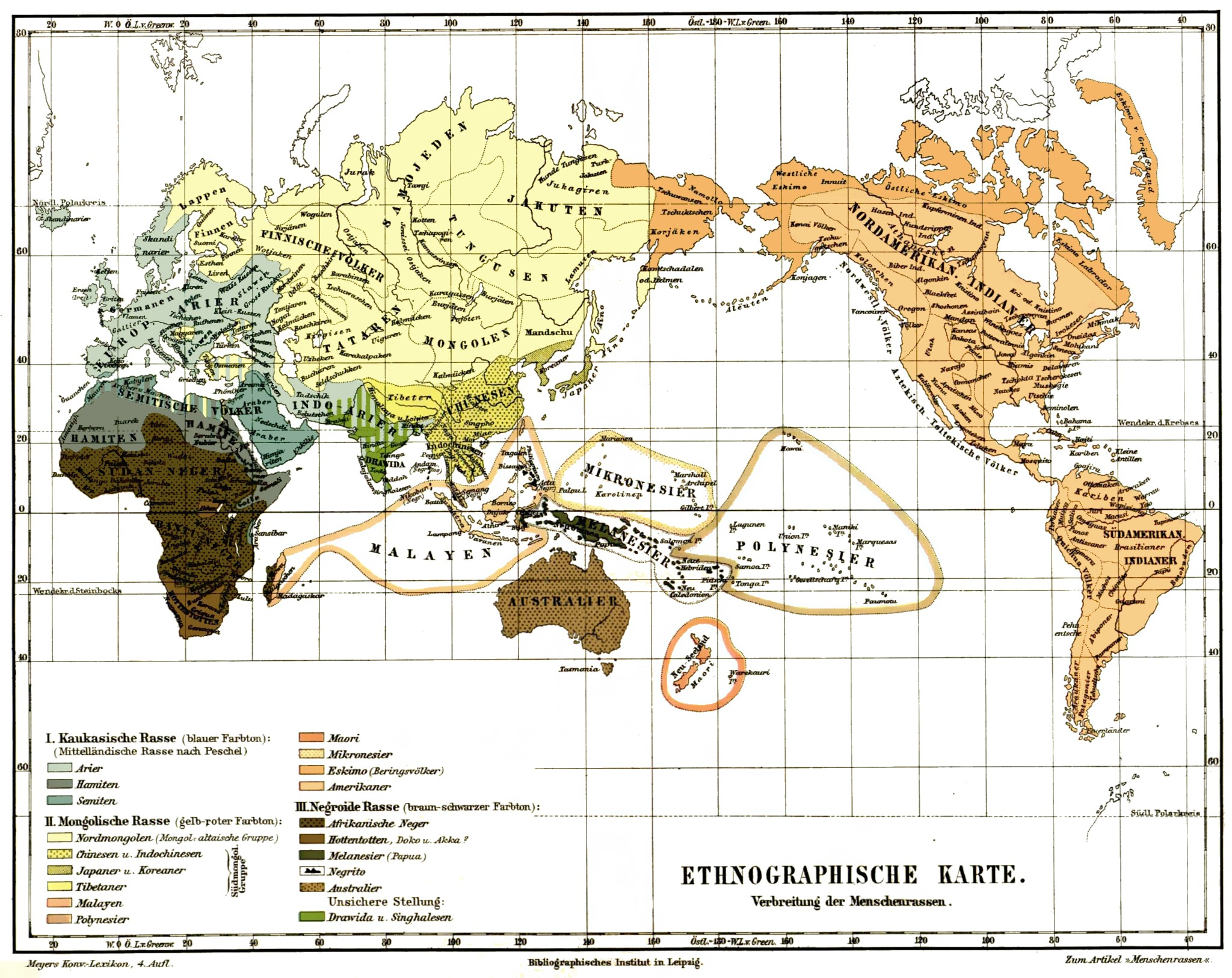
Mapa etnográfico Meyers Konversations-Lexikon (1885–1890)

Al segle XIX, al Meyers Konversations-Lexikon (1885–1890), el caucasoide era una de les tres grans races de la humanitat, juntament amb el mongoloide i el negroide. Es va considerar que el tàxon constava d'una sèrie de subtipus. Els pobles caucasoides es dividien generalment en tres grups per motius etnolingüístics, anomenats aris (indoeuropeus), semites (llengües semítiques) i hamítiques (llengües hamítiques, és a dir, berber-cuxític-egipci).
Les classificacions del segle XIX dels pobles de l'Índia eren inicialment incertes, si els dravidians i els cingalesos eren caucasoides o una raça dràvida separada, però al segle xx, els antropòlegs van declarar predominantment que els dravidians eren caucasoides.
Històricament, la classificació racial dels pobles turquesos es va donar de vegades com a "turànida". El tipus racial turànida o "raça menor", subtipus de la raça euròpida (caucàsica) amb mescles mongoloides, estava situat al límit de la distribució de les "grans races" mongoloide i euròpid.
No hi havia un consens universal sobre la validesa de l'agrupació "caucasoide" entre els que van intentar categoritzar la variació humana. Thomas Henry Huxley el 1870, va escriure que l'"absurda denominació de 'caucàsic'" era de fet una combinació dels seus tipus xanthochroi (nòrdic) i melanochroi (mediterrànida).

### Subraces
Les subraces postulades varien segons l'autor, incloent, entre d'altres, la mediterrànida, atlàntida, nòrdica, baltooriental, àlpida, dinàrica, turànida, armenoide, irànida, índia, àrabiga i hamítica.
H.G. Wells va argumentar que a Europa, el nord d'Àfrica, la Banya d'Àfrica, Àsia occidental, Àsia Central i Àsia del Sud, existia un estoc físic caucàsic. Va dividir aquest element racial en dos grans grups: una raça mediterrànida o ibèrica més curta i més fosca i una raça nòrdica més alta i lleugera. Wells va afirmar que les poblacions semítiques i hamítiques eren principalment de tipus mediterrani, i les poblacions àries eren originàriament de tipus nòrdic. Considerava els bascos com a descendents dels primers pobles mediterranis, que habitaven l'Europa occidental abans de l'arribada dels celtes aris de la direcció de l'Europa central.
La "raça nord-caucàsica" és una subraça proposada per Carleton S. Coon (1930). Comprèn les poblacions autòctones del Caucas del Nord, els balkars, els karatxais i els vainakh (txetxens i ingúixos).
Una introducció a l'antropologia, publicada el 1953, ofereix un esquema de classificació més complex:
- "Races caucasoides arcaiques": pobles ainu al Japó, raça australoide, pobles dravidians i veddah
- "Races caucasoides primàries": raça alpina, raça armenoide, raça mediterrànida i raça nòrdica
- "Races caucasoides secundàries o derivades": raça dinàrica, raça bàltica oriental i raça polinèsia[72]

## Ús als Estats Units
A més del seu ús en antropologia i camps relacionats, el terme "caucàsic" s'ha utilitzat sovint als Estats Units en un context social diferent, per descriure un grup anomenat comunament "gent blanca". "Blanc" també apareix com una entrada d'autoinforme al cens dels EUA. La naturalització com a ciutadà dels Estats Units va ser restringida a "persones blanques lliures" per la Naturalization Act of 1790 ("Llei de naturalització de 1790"), i més tard es va estendre a altres poblacions residents per la Naturalization Act of 1870 ("Llei de naturalització de 1870"), la Indian Citizenship Act ("Llei de ciutadania índia" de 1924) i la Immigration and Nationality Act of 1952 ("Llei d'immigració i nacionalitat de 1952"). El Tribunal Suprem dels Estats Units en el cas United States v. Bhagat Singh Thind (1923), va decidir que els indis asiàtics no eren elegibles per a la ciutadania perquè, encara que antropològicament considerats "caucàsics", no eren blancs com els descendents europeus ja que la majoria dels laics no els consideraven persones "blanques". Això representava un canvi respecte a l'opinió anterior del Tribunal Suprem a Ozawa contra els Estats Units, en què havia aprovat expressament dos casos de tribunals inferiors que consideraven que els "hindús de casta alta" eren "persones blanques lliures" en el sentit de la llei de naturalització. Els advocats del govern van reconèixer més tard que el Tribunal Suprem havia "retirat" aquesta aprovació a Thind. El 1946, el Congrés dels Estats Units va aprovar una nova llei que establia una petita quota d'immigració per als indis, que també els permetia convertir-se en ciutadans. Els canvis importants a la llei d'immigració, però, només van arribar més tard el 1965, quan es van aixecar moltes restriccions racials anteriors a la immigració. Això va provocar confusió sobre si els hispans americans s'inclouen com a "blancs", ja que el terme hispà s'aplicava originalment a l'herència espanyola, però des de llavors s'ha ampliat per incloure totes les persones amb orígens en països de parla espanyola. En altres països, el terme hispà no s'utilitza amb freqüència.
La Biblioteca Nacional de Medicina dels Estats Units sovint utilitzava el terme "caucàsic" com a raça en el passat. Tanmateix, més tard va suspendre aquest ús a favor del terme geogràfic més estret europeu, que tradicionalment només s'aplicava a un subconjunt de caucasoides.

### Literatura
- Augstein, HF. «From the Land of the Bible to the Caucasus and Beyond». A: Race, Science and Medicine, 1700–1960.  New York: Routledge, 1999, p. 58–79. ISBN 978-0-415-18152-5.
- Baum, Bruce. The rise and fall of the Caucasian race: a political history of racial identity.  New York: New York University Press, 2006. ISBN 978-0-8147-9892-8.
- Blumenbach, Johann Friedrich (1775) On the Natural Varieties of Mankind – el llibre que va introduir el concepte
- Cavalli-Sforza, Luigi Luca. Genes, Peoples and Languages.  Londres: Allen Lane, 2000. ISBN 978-0-7139-9486-5.
- Gould, Stephen Jay. The Mismeasure of Man.  New York: Norton, 1981. ISBN 978-0-393-01489-1. – una història de la pseudociència de la raça, les mesures del crani i l'herència del coeficient intel·lectual
- Guthrie, Paul. The Making of the Whiteman: From the Original Man to the Whiteman.  Chicago: Research Associates School Times, 1999. ISBN 978-0-948390-49-4.
- Piazza, Alberto. The History and Geography of Human Genes.  Princeton, New Jersey: Princeton University Press, 1996. ISBN 978-0-691-02905-4. – una referència important de la genètica moderna de poblacions
- Stoddard, Theodore Lothrop. Racial Realities in Europe.  New York: Charles Scribner's Sons, 1924.
- Wolf, Eric R.. The Hidden Frontier: Ecology and Ethnicity in an Alpine Valley.  Berkeley, California: University of California Press, 1999. ISBN 978-0-520-21681-5.